# Polyrhachis aurea
Polyrhachis aurea é uma espécie de formiga do gênero Polyrhachis, pertencente à subfamília Formicinae.